# Морозов Іван Абрамович
Іван Абрамович Морозов (27 листопада (11 грудня) 1871, Москва, Російська імперія — 22 липня 1921 року, Карлсбад, Чехословаччина) — московський підприємець, купець. Директор-розпорядник Тверської мануфактури (1892–1900 роки), директор правління Мугреєво-Спіровского лісопромислового товариства (місто Ковров), член Ради Московського купецького банку, член Московського біржового комітету, голова Московського купецького зібрання (1898–1899 роки), виборний Московського біржового товариства, член Російського товариства хімічної промисловості («Руссокраска» з 1914 року), один із засновників Російського акціонерного товариства коксової промисловості та бензольного виробництва («Коксобензол» з 1915); меценат, колекціонер мистецтва, зібрання якого поклало початок колекціям французького модерністського живопису в Ермітажі та Державного музею образотворчих мистецтв імені О. С. Пушкіна; благодійник — член Ради 1-го Тверського піклування про бідних, член опікунської ради Комісарівського технічного училища і Московського комерційного інституту, а також товариства допомоги студентам Вищого технічного училища Старовір перейшов у православ'я. Належить до купецької династії Морозових..

## Освіта
Середню освіту здобув у реальному училищі, вищу — в Цюрихському політехнікумі. Дев'ятирічним хлопчиком разом зі старшим братом Михайлом почав брати уроки малювання у відомих викладачів — І. А. Мартинова, К. О. Коровіна, Є. І. Хруслова. У перші роки студентства факультативно займався малюнком і живописом на архітектурному відділенні У 1892 Іван Морозов після закінчення політехнікуму повертається до Росії.

## Підприємницька діяльність
Перші 6 років живе в Твері, будучи директором-розпорядником Тверської мануфактури. Потім переїжджає до Москви і, не перестаючи займатися підприємництвом, продовжує брати участь в справах мануфактури. Завдяки його наполегливості та заповзятливості капітал сімейного підприємства в 1904-16 виріс в три рази. Морозов не обмежував свою діяльність тільки текстильною промисловістю. Він був обраний головою правління утвореного в 1908 Мугреєвсько-Спіровського лісопромислового товариства, входив до числа засновників Російського акціонерного товариства «Коксобензол», а також Московського банку братів Рябушинських.

## Благодійна діяльність
Брав участь в благодійних акціях на ниві московської охорони здоров'я і освіти. Серед інших пожертвував кошти на створення корпусу Ракового інституту на Дівочому Полі (нині Мала Пироговська вулиця), разом з іншими московськими капіталістами Морозов входив до опікунської ради, заснованого в 1907 для забезпечення російської промисловості і торгівлі кадрами московського комерційного інституту.

## Колекціонування. Перші придбання
Ще проживаючи в Твері і потрапляючи в Москву заїздами, він відвідує старшого брата Михайла, в будинку якого, починаючи з 1893-94, збирається численний гурток художників, постійними членами якого були Михайло Врубель, Валентин Сєров, Костянтин Коровін. До цих років відноситься початок зібрання старшого брата. У 1900 році Іван Абрамович переїжджає до Москви і успадковує будинок свого дядька Давида Абрамовича (вулиця Пречистенка, 21). Приклад брата його захоплює, він починає збирати картини російських художників, його першою покупкою стало полотно Ісаака Левітана, а в 1903 придбанням пейзажу «Мороз у Лувесьєні» французького художника Альфреда Сіслея він поклав початок самостійній колекції сучасного французького живопису, що стала однією з найбільших в Росії.
В 1903 році після несподіваної смерті Михайла Абрамовича Іван Морозов зміцнюється в рішенні продовжити колекціонування французького живопису. З цього часу починаються його щорічні поїздки за кордон, вивчення виставок, систематичні покупки. Морозов, дуже сприйнятливий до думки фахівців, нерідко, особливо на перших порах, вдавався до порад близьких йому художників — Сєрова, Коровіна, Сергія Виноградова. У 1905 в будинку на Пречистенці під керівництвом архітектора Лева Кекушева була проведена реконструкція з урахуванням розміщення колекції. До оздоблення свого особняка власник залучив художників Моріса Дені, Арістида Майоля, П'єра Боннара.

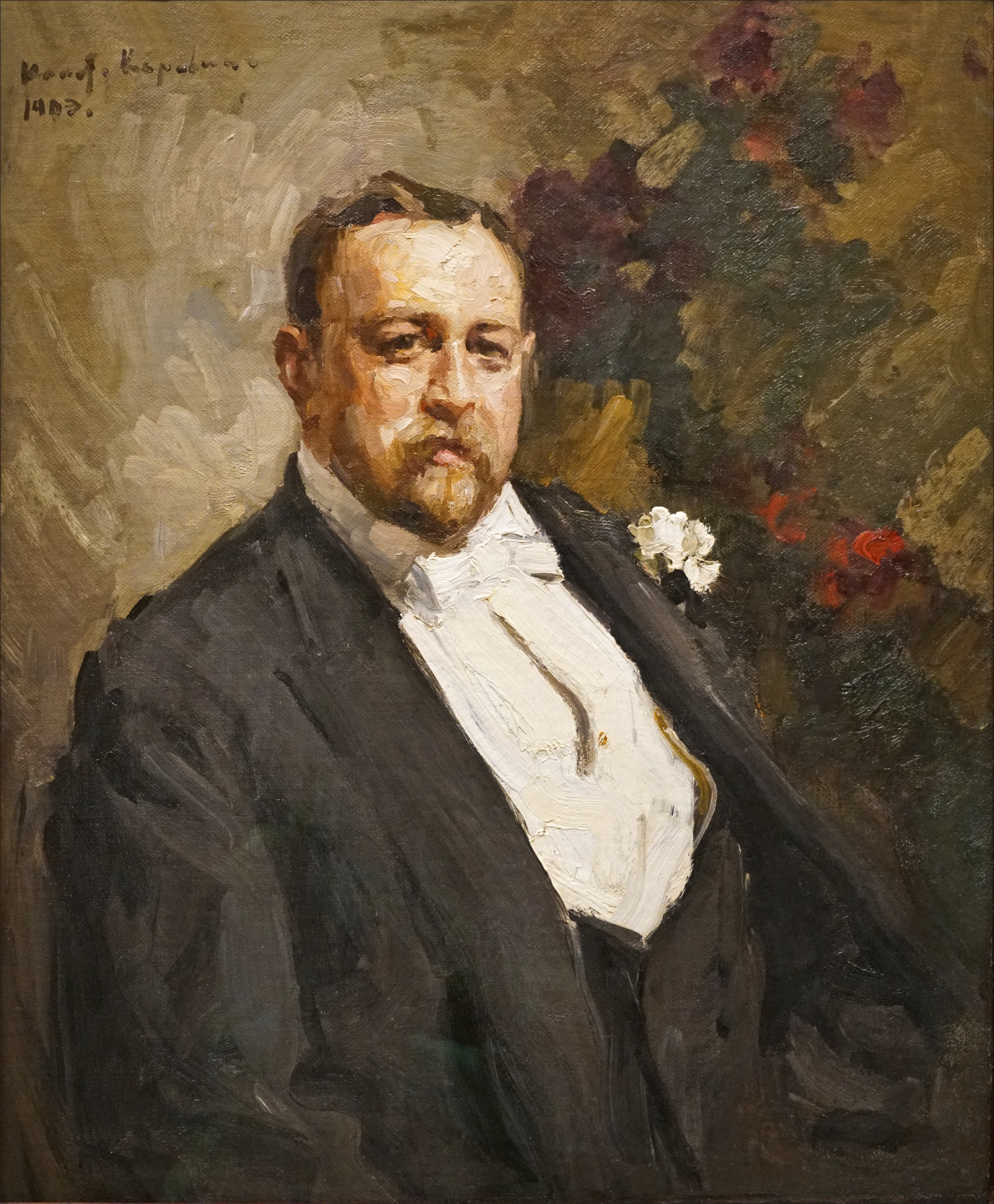
Портрет І. Морозова. Костянтин Коровін
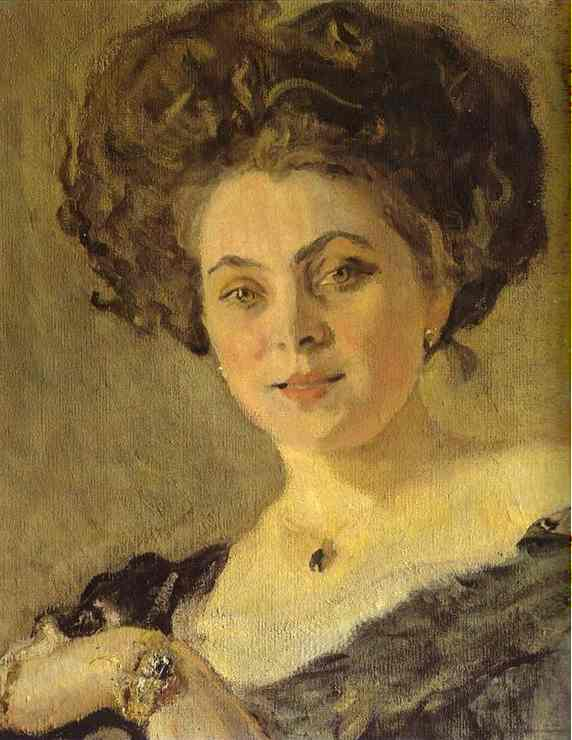
Портрет Євдокії Морозової (фрагмент), Валентин Сєров
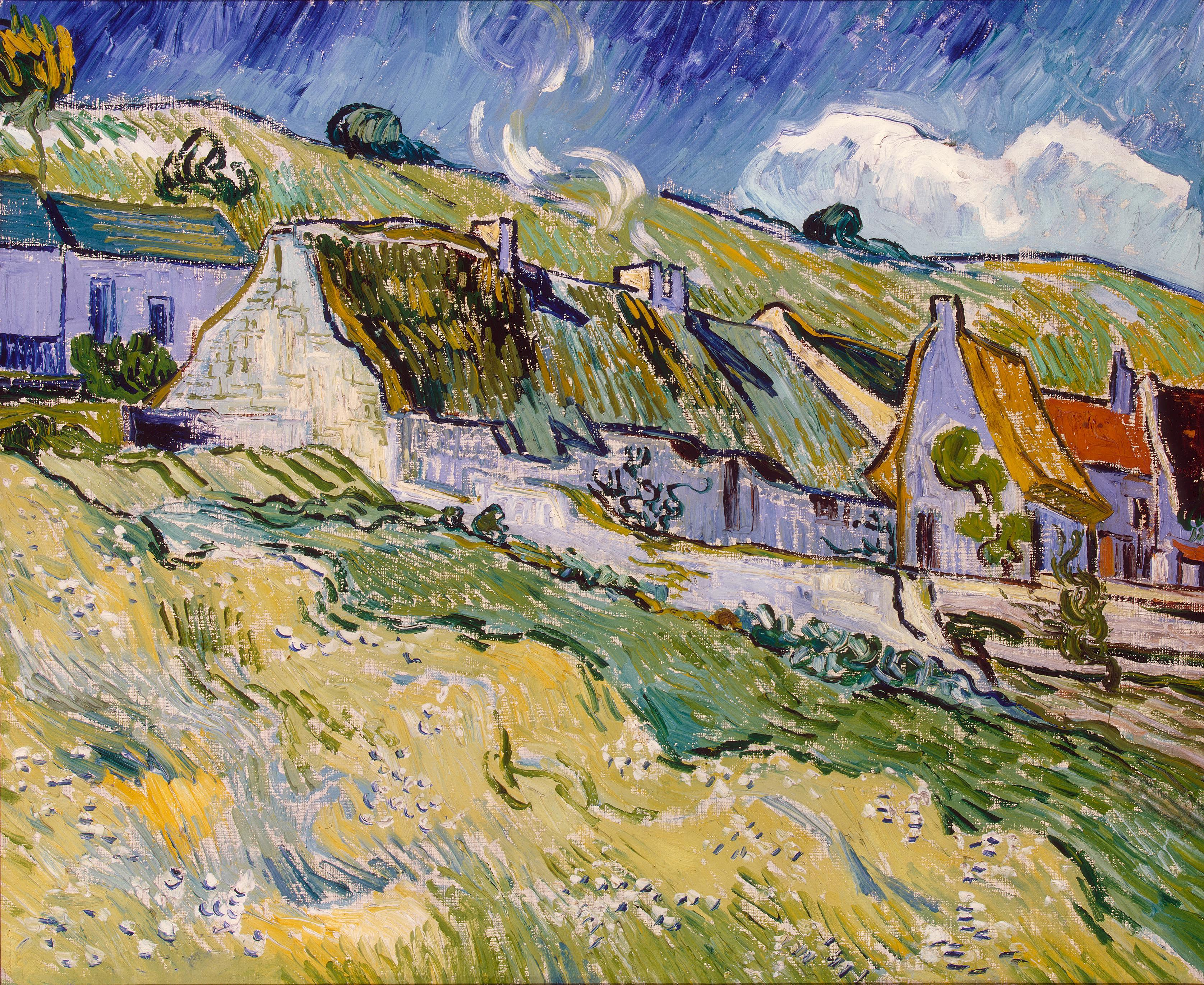
Вінсент Ван Гог, «Хатини»
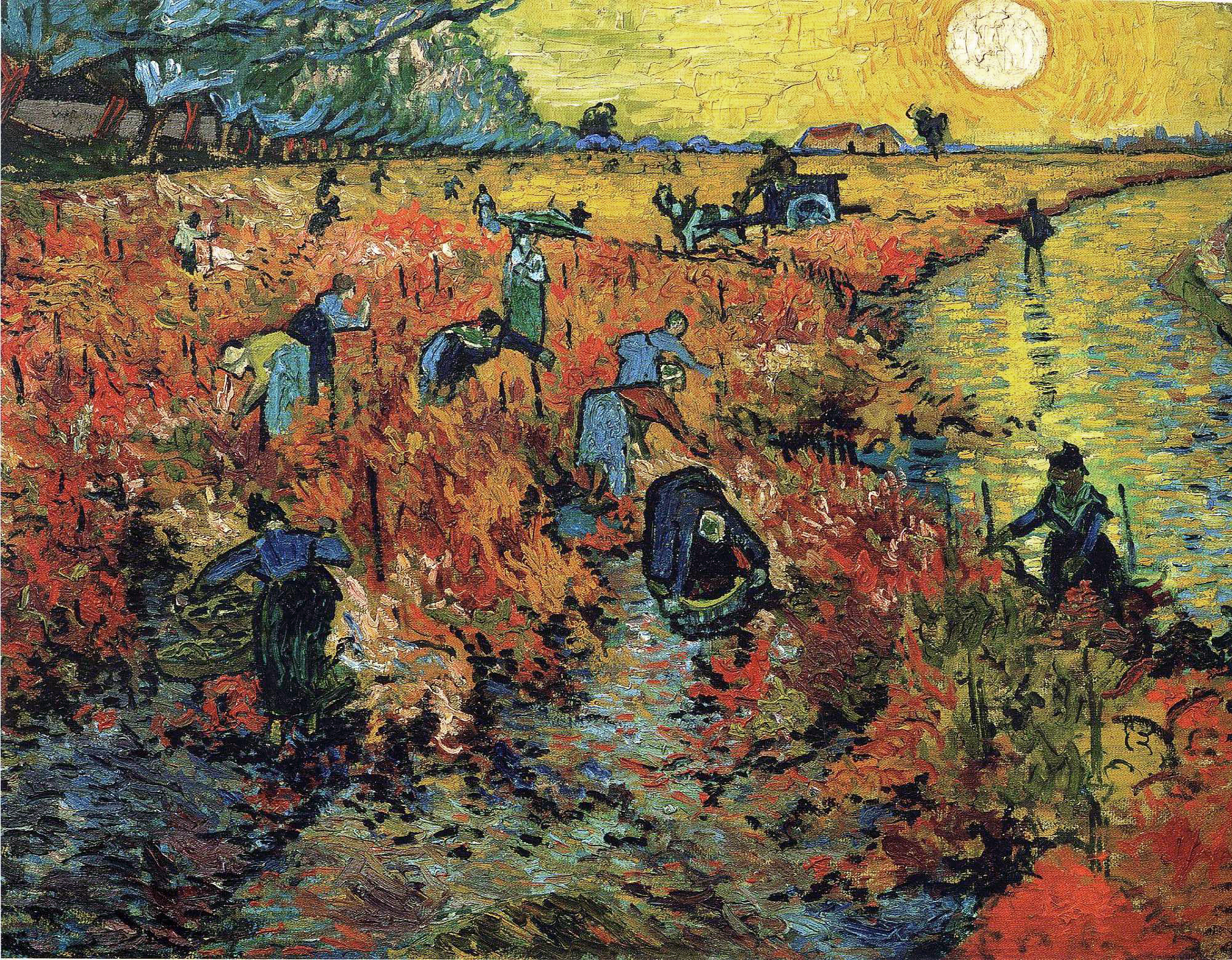
Вінсент Ван Гог,  «Червоні виноградники в Арлі»
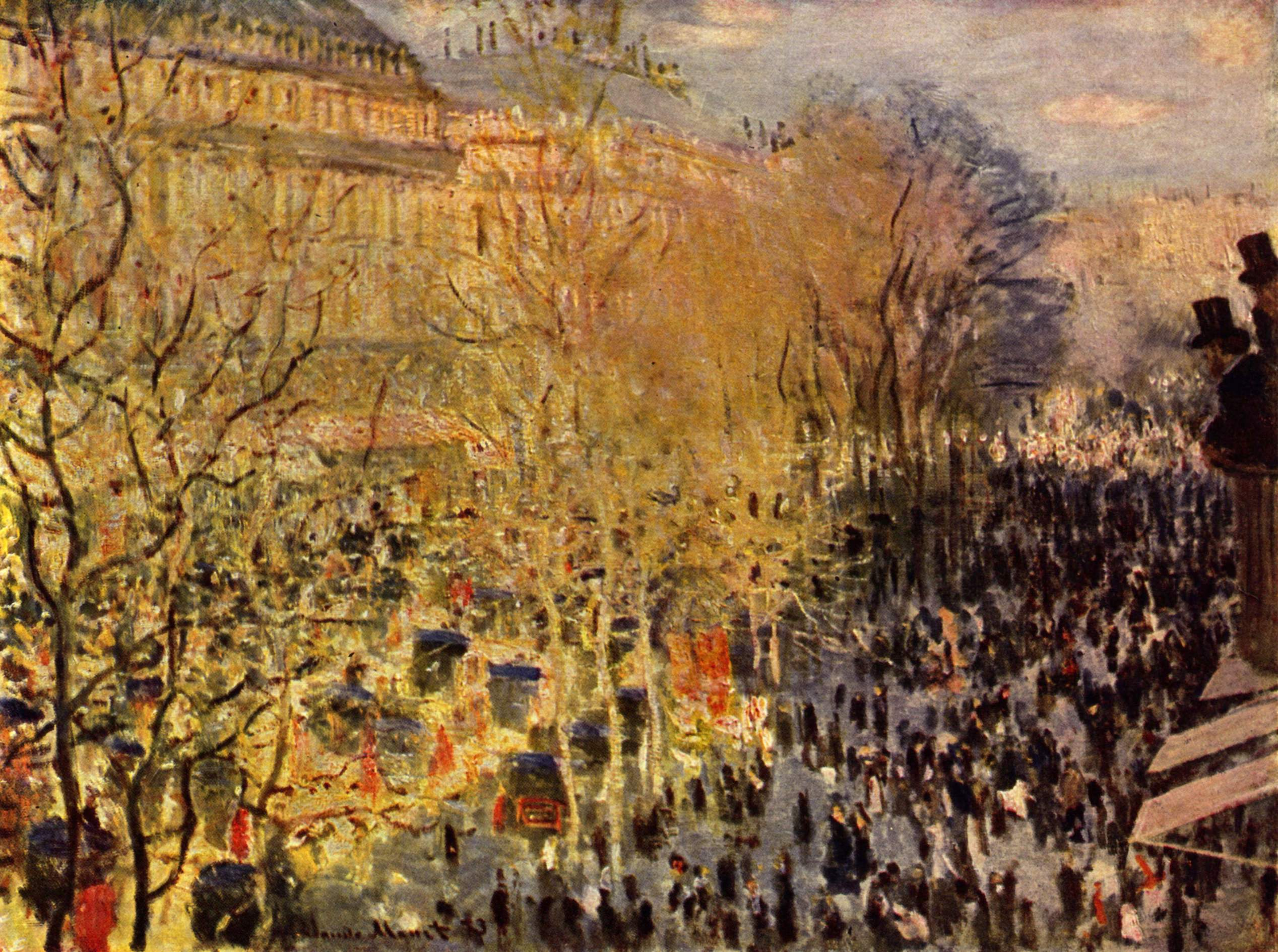
Клод Моне, «Бульвар Капуцинів у Парижі»

## Найбільший колекціонер сучасного французького живопису
Після 1908 року, на авторитетним думку мистецтвознавця Б. Н. Терновцева, "смаки І. А. Морозова набувають стійкості і визначеність, перед ним з'ясовуються завдання його колекціонування, і воно отримує ту свободу і той розмах, які так вражали сучасників. Починаючи з цього часу І. А. Морозов витрачав систематично надзвичайно великі суми на поповнення улюбленої колекції. Потік картин, що прямували з Парижа в Москву, в його колекцію на Пречистенці, набуває фантастичних розмірів; можна стверджувати, що в ці роки, пересічені війною 1914 року, жоден з європейських колекціонерів нового мистецтва, жоден західний музей не збагачували своїх колекцій з такою енергією і стрімкістю.
Уже через кілька років його зібрання включало понад 250 творів новітньої французької живопису. Морозов був володарем цілої серії картин Вінсента ван Гога («Вулиця в Овері», «Червоні виноградники в Арлі» тощо), володів найкращими творами П'єра Огюста Ренуара («Купання на Сені», «Портрет Жанни Самарі» тощо), в зібранні Морозова було 17 картин Поля Сезанна («Квіти у вазі», «Гора св. Вікторія» та ін.). У 1907 Іван Морозов під час поїздки в Париж купив знамениті згодом полотна Поля Гогена «Розмова», «Пейзаж з копицями сіна» та «Священну весну», трохи пізніше — одну з перлин своєї колекції — картину «Кафе в Арлі». Найзначніше і найцінніше було придбано Морозовим у великих торговців — Воллара, Друо, Дюран-Рюелья, Бернхейма, Конвейлера, хоча частина полотен купувалася ним і на виставках.
Розвиток колекції припинила війна та революція, Морозов зупинився на 278 картинах. Він та Сергій Іванович Щукін, двоє московських купців, були найкращими інвесторами в історії. За оцінкою аукціонного будинку Сотбіс уся колекція Морозова це $ 5 000 000 000.

## Дружба з Сергієм Щукіним
Великий вплив на Морозова здійснив Сергій Іванович Щукін, ще один збирач колекції західноєвропейського живопису. Обидва колекціонери, зустрічаючись в Парижі, намагалися уникати конкуренції, воліючи спільно, по-дружньому знайомитися з новими картинами. До того ж при всій спільності завдань, смаки у них були різні. Проте саме завдяки Щукіну Морозов знайомиться з творами Анрі Матісса і Пабло Пікассо — кумирами Щукіна, купує «Натюрморт з танцем» Матісса, а потім замовляє художнику пейзажі. За триптих «Вид з вікна. Танжер», Вхід у Казба і Зоря на терасі Морозов заплатив 24 тис. франків. Що стосується Пікассо, в Морозовському зібранні були три полотна, серед них зокрема «Дівчинка на шарі».

## Доля колекціонера і його колекції
З часом подібно іншим колекціонерам Іван Морозов мав намір подарувати своє зібрання Москві. Знаючи про подібне рішення, Олександр Бенуа в 1911 році в статті «Московські враження» зазначав, що коли зібрання Сергія Щукіна та Івана Морозова перейдуть у власність Москви, суспільство «придбає вміння розбиратися в сучасному мистецтві» і «тоді воно тільки і виявиться в стані зробити серйозну оцінку і всій вітчизняній творчості». Проте в 1918 році приватна галерея Івана Морозова була націоналізована і послужила основою для створення «Другого музею нового західного живопису» («Першим музеєм нового західного живопису» називалося націоналізоване зібрання Щукіна). Іван Абрамович був призначений на посаду заступника директора цього музею довічно.
Наприкінці 1918 року Морозов разом із дружиною емігрував. Помер він по дорозі в Карлсбад, куди прямував на лікування.
У 1947 році музей був розформований. Частина полотен потрапила в Музей образотворчих мистецтв ім. О. С. Пушкіна, частина — в Ермітаж. Картини російських художників — в Третьяковську галерею. У колишній Морозовський особняк в'їхала Академія мистецтв СРСР, яка розташовується там і понині.